# Alda di Francia
Alda, Aude, Aida, Aldana o Adalne, (forse 732 – forse dopo il 755) fu una figlia di Carlo Martello e probabilmente di Rotrude di Treviri e madre del marchese, duca, conte e santo Guglielmo di Gellone.

## Matrimonio e figli
Alda fu sposa di Teodorico I, conte di Autun menzionato nel 742 e nel 750, figlio di Teodorico, conte, e discendente di Bertrada di Prüm. Questo matrimonio generò i seguenti figli:
- Sigisberto (o Gilberto) di Rouergue (750 circa-820), primo conte di Rouergue e fondatore della dinastia dei conti che regnò su Tolosa e Settimania per i successivi quattro secoli;
- Teodoen (o Teudoin) († dopo l'826), conte di Autun, citato nell'804[1];
- Teodorico, citato nel 782[2][3] e nell'804[1];
- Alleaume (o Adalhelm)[1][2];
- Guglielmo (o Guilhem)[2][3], conte di Tolosa e fondatore, nell'804, dell'abbazia di Saint-Guilhem-le-Désert. Molto più tardi (attorno al XII secolo), quest'ultimo sarà ribattezzato Guglielmo d'Orange in uno dei grandi cicli epici del Medioevo;
- Abba e Berta, citate come monache nell'804. Uno di loro sposò probabilmente un Nibelungo, Childebrando II o Nibelungo II[4].

## Ascendenza
|                     |   |                  | Genitori         |  |  | Nonni |  |  | Bisnonni |  |  | Trisnonni       |  |
|                     |   |                  |                  |  |  |       |  |  | Ansegiso |  |  | Arnolfo di Metz |  |
|                     |   |                  |                  |  |  |       |  |  | Ansegiso |  |  | Arnolfo di Metz |  |
|                     |   | Doda di Metz     |                  |  |  |       |  |  | Ansegiso |  |  |                 |  |
| Pipino di Herstal   |   |                  |                  |  |  |       |  |  | Ansegiso |  |  |                 |  |
|                     |   | Begga di Andenne | Pipino di Landen |  |  |       |  |  |          |  |  |                 |  |
|                     |   | Begga di Andenne | Pipino di Landen |  |  |       |  |  |          |  |  |                 |  |
|                     |   | Begga di Andenne | Itta di Nivelles |  |  |       |  |  |          |  |  |                 |  |
| Carlo Martello      |   | Begga di Andenne |                  |  |  |       |  |  |          |  |  |                 |  |
|                     |   | ?                | …                |  |  |       |  |  |          |  |  |                 |  |
|                     |   | ?                | …                |  |  |       |  |  |          |  |  |                 |  |
|                     |   | ?                | …                |  |  |       |  |  |          |  |  |                 |  |
| Alpaïde di Bruyères |   | ?                |                  |  |  |       |  |  |          |  |  |                 |  |
|                     |   | ?                | …                |  |  |       |  |  |          |  |  |                 |  |
|                     |   | ?                | …                |  |  |       |  |  |          |  |  |                 |  |
|                     |   | ?                | …                |  |  |       |  |  |          |  |  |                 |  |
| Alda di Francia     |   | ?                |                  |  |  |       |  |  |          |  |  |                 |  |
|                     | … | …                |                  |  |  |       |  |  |          |  |  |                 |  |
|                     | … | …                |                  |  |  |       |  |  |          |  |  |                 |  |
|                     | … | …                |                  |  |  |       |  |  |          |  |  |                 |  |
| …                   | … |                  |                  |  |  |       |  |  |          |  |  |                 |  |
|                     |   | …                | …                |  |  |       |  |  |          |  |  |                 |  |
|                     |   | …                | …                |  |  |       |  |  |          |  |  |                 |  |
|                     |   | …                | …                |  |  |       |  |  |          |  |  |                 |  |
| ?                   |   | …                |                  |  |  |       |  |  |          |  |  |                 |  |
|                     |   | …                | …                |  |  |       |  |  |          |  |  |                 |  |
|                     |   | …                | …                |  |  |       |  |  |          |  |  |                 |  |
|                     |   | …                | …                |  |  |       |  |  |          |  |  |                 |  |
| …                   |   | …                |                  |  |  |       |  |  |          |  |  |                 |  |
|                     |   | …                | …                |  |  |       |  |  |          |  |  |                 |  |
|                     |   | …                | …                |  |  |       |  |  |          |  |  |                 |  |
|                     |   | …                | …                |  |  |       |  |  |          |  |  |                 |  |
|                     |   | …                |                  |  |  |       |  |  |          |  |  |                 |  |

## Una parentela messa in discussione
Le uniche informazioni relative alla sua parentela sono:
- un necrologio aquitano, citato da Jean Mabillon, che specifica che Alda, madre di San Guglielmo, era sorella di Hiltrude e Landrada;
- Eginardo parla di Teodorico II, conte di Autun, e lo descrive come un parente di Carlo Magno;
- nell'840, Thegan, nella Vita Hludowici, parla di Bernardo, figlio di Guglielmo di Gellone, dicendo che era "di stirpe reale".

La maggior parte degli storici identifica Hiltrude, sorella di Alda, con Hiltrude, moglie del duca Odilone di Baviera e figlia di Carlo Martello e Rotrude, e considerano Alda e Landrada figlie di quest'ultimo. Da un punto di vista onomastico, Landrada può essere messa in relazione con Landrada, madre di San Crodegango e parente stretta di Rotrude.
|                             |                             |                             |                             |                             |                             |  |  |                                |                                |                                |                                |                                |                                |  |  |                               |                               |                               |                               |                               |                               |  |  |          |          |          |          |          |          |  |  |          |          |          |          |                             |                         |                         |                         |                                              |                                              |                                              |                                              |                                              |                                              |                          |                          |                          |                          |  |  |  |  |  |  |  |  |  |  |  |  |  |  |  |  |  |  |  |  |
|                             |                             |                             |                             |                             |                             |  |  |                                |                                |                                |                                |                                |                                |  |  |                               |                               |                               |                               |                               |                               |  |  |          |          |          |          |          |          |  |  |          |          |          |          |                             |                         |                         |                         |                                              |                                              |                                              |                                              |                                              |                                              |                          |                          |                          |                          |  |  |  |  |  |  |  |  |  |  |  |  |  |  |  |  |  |  |  |  |
| Landrada di Hesbaye         | Landrada di Hesbaye         | Landrada di Hesbaye         | Landrada di Hesbaye         | Landrada di Hesbaye         | Landrada di Hesbaye         |  |  | Rotrude di Treviri             | Rotrude di Treviri             | Rotrude di Treviri             | Rotrude di Treviri             | Rotrude di Treviri             | Rotrude di Treviri             |  |  | Carlo Martello                | Carlo Martello                | Carlo Martello                | Carlo Martello                | Carlo Martello                | Carlo Martello                |  |  |          |          |          |          |          |          |  |  |          |          |          |          |                             |                         |                         |                         |                                              |                                              |                                              |                                              |                                              |                                              |                          |                          |                          |                          |  |  |  |  |  |  |  |  |  |  |  |  |  |  |  |  |  |  |  |  |
| Landrada di Hesbaye         | Landrada di Hesbaye         | Landrada di Hesbaye         | Landrada di Hesbaye         | Landrada di Hesbaye         | Landrada di Hesbaye         |  |  | Rotrude di Treviri             | Rotrude di Treviri             | Rotrude di Treviri             | Rotrude di Treviri             | Rotrude di Treviri             | Rotrude di Treviri             |  |  | Carlo Martello                | Carlo Martello                | Carlo Martello                | Carlo Martello                | Carlo Martello                | Carlo Martello                |  |  |          |          |          |          |          |          |  |  |          |          |          |          |                             |                         |                         |                         |                                              |                                              |                                              |                                              |                                              |                                              |                          |                          |                          |                          |  |  |  |  |  |  |  |  |  |  |  |  |  |  |  |  |  |  |  |  |
|                             |                             |                             |                             |                             |                             |  |  |                                |                                |                                |                                |                                |                                |  |  |                               |                               |                               |                               |                               |                               |  |  |          |          |          |          |          |          |  |  |          |          |          |          |                             |                         |                         |                         |                                              |                                              |                                              |                                              |                                              |                                              |                          |                          |                          |                          |  |  |  |  |  |  |  |  |  |  |  |  |  |  |  |  |  |  |  |  |
|                             |                             |                             |                             |                             |                             |  |  |                                |                                |                                |                                |                                |                                |  |  |                               |                               |                               |                               |                               |                               |  |  |          |          |          |          |          |          |  |  |          |          |          |          |                             |                         |                         |                         |                                              |                                              |                                              |                                              |                                              |                                              |                          |                          |                          |                          |  |  |  |  |  |  |  |  |  |  |  |  |  |  |  |  |  |  |  |  |
| Chrodegango vescovo di Metz | Chrodegango vescovo di Metz | Chrodegango vescovo di Metz | Chrodegango vescovo di Metz | Chrodegango vescovo di Metz | Chrodegango vescovo di Metz |  |  | Pipino il Breve re dei Franchi | Pipino il Breve re dei Franchi | Pipino il Breve re dei Franchi | Pipino il Breve re dei Franchi | Pipino il Breve re dei Franchi | Pipino il Breve re dei Franchi |  |  | Hiltrude ⚭ Odilone di Baviera | Hiltrude ⚭ Odilone di Baviera | Hiltrude ⚭ Odilone di Baviera | Hiltrude ⚭ Odilone di Baviera | Hiltrude ⚭ Odilone di Baviera | Hiltrude ⚭ Odilone di Baviera |  |  | Hiltrude | Hiltrude | Hiltrude | Hiltrude | Hiltrude | Hiltrude |  |  | Landrada | Landrada | Landrada | Landrada | Landrada                    | Landrada                |                         |                         | Aldana ⚭ Teodorico I di Autun conte di Autun | Aldana ⚭ Teodorico I di Autun conte di Autun | Aldana ⚭ Teodorico I di Autun conte di Autun | Aldana ⚭ Teodorico I di Autun conte di Autun | Aldana ⚭ Teodorico I di Autun conte di Autun | Aldana ⚭ Teodorico I di Autun conte di Autun |                          |                          |                          |                          |  |  |  |  |  |  |  |  |  |  |  |  |  |  |  |  |  |  |  |  |
| Chrodegango vescovo di Metz | Chrodegango vescovo di Metz | Chrodegango vescovo di Metz | Chrodegango vescovo di Metz | Chrodegango vescovo di Metz | Chrodegango vescovo di Metz |  |  | Pipino il Breve re dei Franchi | Pipino il Breve re dei Franchi | Pipino il Breve re dei Franchi | Pipino il Breve re dei Franchi | Pipino il Breve re dei Franchi | Pipino il Breve re dei Franchi |  |  | Hiltrude ⚭ Odilone di Baviera | Hiltrude ⚭ Odilone di Baviera | Hiltrude ⚭ Odilone di Baviera | Hiltrude ⚭ Odilone di Baviera | Hiltrude ⚭ Odilone di Baviera | Hiltrude ⚭ Odilone di Baviera |  |  | Hiltrude | Hiltrude | Hiltrude | Hiltrude | Hiltrude | Hiltrude |  |  | Landrada | Landrada | Landrada | Landrada | Landrada                    | Landrada                |                         |                         | Aldana ⚭ Teodorico I di Autun conte di Autun | Aldana ⚭ Teodorico I di Autun conte di Autun | Aldana ⚭ Teodorico I di Autun conte di Autun | Aldana ⚭ Teodorico I di Autun conte di Autun | Aldana ⚭ Teodorico I di Autun conte di Autun | Aldana ⚭ Teodorico I di Autun conte di Autun |                          |                          |                          |                          |  |  |  |  |  |  |  |  |  |  |  |  |  |  |  |  |  |  |  |  |
|                             |                             |                             |                             |                             |                             |  |  |                                |                                |                                |                                |                                |                                |  |  |                               |                               |                               |                               |                               |                               |  |  |          |          |          |          |          |          |  |  |          |          |          |          |                             |                         |                         |                         |                                              |                                              |                                              |                                              |                                              |                                              |                          |                          |                          |                          |  |  |  |  |  |  |  |  |  |  |  |  |  |  |  |  |  |  |  |  |
|                             |                             |                             |                             |                             |                             |  |  |                                |                                |                                |                                |                                |                                |  |  |                               |                               |                               |                               |                               |                               |  |  |          |          |          |          |          |          |  |  |          |          |          |          |                             |                         |                         |                         |                                              |                                              |                                              |                                              |                                              |                                              |                          |                          |                          |                          |  |  |  |  |  |  |  |  |  |  |  |  |  |  |  |  |  |  |  |  |
|                             |                             |                             |                             |                             |                             |  |  | Carlo Magno imperatore         | Carlo Magno imperatore         | Carlo Magno imperatore         | Carlo Magno imperatore         | Carlo Magno imperatore         | Carlo Magno imperatore         |  |  |                               |                               |                               |                               |                               |                               |  |  |          |          |          |          |          |          |  |  |          |          |          |          | Theodoen conte di Autun     | Theodoen conte di Autun | Theodoen conte di Autun | Theodoen conte di Autun | Theodoen conte di Autun                      | Theodoen conte di Autun                      |                                              |                                              | San Guglielmo di Gellone                     | San Guglielmo di Gellone                     | San Guglielmo di Gellone | San Guglielmo di Gellone | San Guglielmo di Gellone | San Guglielmo di Gellone |  |  |  |  |  |  |  |  |  |  |  |  |  |  |  |  |  |  |  |  |
|                             |                             |                             |                             |                             |                             |  |  | Carlo Magno imperatore         | Carlo Magno imperatore         | Carlo Magno imperatore         | Carlo Magno imperatore         | Carlo Magno imperatore         | Carlo Magno imperatore         |  |  |                               |                               |                               |                               |                               |                               |  |  |          |          |          |          |          |          |  |  |          |          |          |          | Theodoen conte di Autun     | Theodoen conte di Autun | Theodoen conte di Autun | Theodoen conte di Autun | Theodoen conte di Autun                      | Theodoen conte di Autun                      |                                              |                                              | San Guglielmo di Gellone                     | San Guglielmo di Gellone                     | San Guglielmo di Gellone | San Guglielmo di Gellone | San Guglielmo di Gellone | San Guglielmo di Gellone |  |  |  |  |  |  |  |  |  |  |  |  |  |  |  |  |  |  |  |  |
|                             |                             |                             |                             |                             |                             |  |  |                                |                                |                                |                                |                                |                                |  |  |                               |                               |                               |                               |                               |                               |  |  |          |          |          |          |          |          |  |  |          |          |          |          | Teodorico II conte di Autun |                         |                         |                         |                                              |                                              |                                              |                                              |                                              |                                              |                          |                          |                          |                          |  |  |  |  |  |  |  |  |  |  |  |  |  |  |  |  |  |  |  |  |

Tuttavia, lo storico tedesco Eduard Hlawitschka contestò questa costruzione genealogica nel 1965, adducendo i seguenti argomenti:
- delle tre sorelle, solo Hiltrude è citata come figlia di Carlo Martello da una fonte contemporanea, Landrada è citata solo da una Vita tarda di san Crodegango, che la menziona come madre del santo e figlia di Carlo, il che è cronologicamente possibile;
- Un nipote di Carlo Martello, il duca Wala, sposò una nipote di Alda, ed è sorpreso che le autorità religiose non si siano opposte al matrimonio per consanguineità;
- Lo studioso trova sorprendente che il necrologio non menzioni che Alda era la sorella di Pipino il Breve;
- Infine, spiega che il riferimento alla “stirpe reale" si spiega con il fatto che Teodorico I di Autun, discendente di Bertrada di Prüm, era un merovingio e imparentato con Bertrada di Laon, nipote di Bertrada di Prüm e madre di Carlo Magno.

Variegatamente seguita, le sue tesi furono oggetto di discussione accademica ed infine fu respinta dalla comunità scientifica:
- La menzione del passaggio errato che presenta Landrada come madre di San Crodegango e figlia di Carlo Martello deriva sicuramente da una confusione tra Landrada, madre di San Crodegango, e un'altra Landrada, figlia di Carlo Martello, che milita in favore dell'esistenza di una figlia Carlo Martello con quel nome.
- Al tempo dei Carolingi il matrimonio non era ancora un sacramento religioso, ma solo un atto privato, e numerosi esempi mostrano che gli impedimenti dovuti alla consanguineità non erano ancora rispettati.
- Ci sono altri esempi di documenti che presentano parenti stretti dei re carolingi per i quali non viene menzionata la parentela con i re. D'altra parte, Hiltrude era allora in cattivi rapporti con Pipino il Breve e Carlomanno, e le sue sorelle potrebbero aver condiviso questa opposizione.
- Infine, "di stirpe reale” significa provenire da una famiglia reale (merovingia o carolingia), il che esclude la parentela con Bertrada di Prüm, e non deve essere d'uso all'epoca (sotto il regno di Ludovico il Pio) ricordare una relazione con l'antica dinastia.

Questi argomenti rafforzano quindi il lignaggio di Alda.

## Genealogia
|                |                |                |                |                |                |  |  |                                       |                                       |                                       |                                       |                                       |                                       |  |  |                               |                               |                               |                               |                               |                               |                          |                          |                                         |                                         |                                         |                                         |                                         |                                         |          |          |                                          |                                          |                                          |                                          |                                          |                                          |                                     |                                     |                                     |                                     |                            |                            |                            |                            |                |                | Teodorico III re dei Franchi |                |  |  |                                    |                                    |                                    |                                    |                                    |                                    |  |  |  |  |  |  |  |  |  |  |  |  |  |  |  |  |  |  |  |  |  |  |  |  |
|                |                |                |                |                |                |  |  |                                       |                                       |                                       |                                       |                                       |                                       |  |  |                               |                               |                               |                               |                               |                               |                          |                          |                                         |                                         |                                         |                                         |                                         |                                         |          |          |                                          |                                          |                                          |                                          |                                          |                                          |                                     |                                     |                                     |                                     |                            |                            |                            |                            |                |                |                              |                |  |  |                                    |                                    |                                    |                                    |                                    |                                    |  |  |  |  |  |  |  |  |  |  |  |  |  |  |  |  |  |  |  |  |  |  |  |  |
|                |                |                |                |                |                |  |  |                                       |                                       |                                       |                                       |                                       |                                       |  |  |                               |                               |                               |                               |                               |                               |                          |                          |                                         |                                         |                                         |                                         |                                         |                                         |          |          |                                          |                                          |                                          |                                          |                                          |                                          |                                     |                                     |                                     |                                     |                            |                            |                            |                            |                |                | Bertrada di Prüm             |                |  |  |                                    |                                    |                                    |                                    |                                    |                                    |  |  |  |  |  |  |  |  |  |  |  |  |  |  |  |  |  |  |  |  |  |  |  |  |
|                |                |                |                |                |                |  |  |                                       |                                       |                                       |                                       |                                       |                                       |  |  |                               |                               |                               |                               |                               |                               |                          |                          |                                         |                                         |                                         |                                         |                                         |                                         |          |          |                                          |                                          |                                          |                                          |                                          |                                          |                                     |                                     |                                     |                                     |                            |                            |                            |                            |                |                |                              |                |  |  |                                    |                                    |                                    |                                    |                                    |                                    |  |  |  |  |  |  |  |  |  |  |  |  |  |  |  |  |  |  |  |  |  |  |  |  |
|                |                |                |                |                |                |  |  |                                       |                                       |                                       |                                       |                                       |                                       |  |  |                               |                               |                               |                               |                               |                               |                          |                          |                                         |                                         |                                         |                                         |                                         |                                         |          |          |                                          |                                          |                                          |                                          |                                          |                                          |                                     |                                     |                                     |                                     |                            |                            |                            |                            |                |                |                              |                |  |  |                                    |                                    |                                    |                                    |                                    |                                    |  |  |  |  |  |  |  |  |  |  |  |  |  |  |  |  |  |  |  |  |  |  |  |  |
|                |                |                |                |                |                |  |  |                                       |                                       |                                       |                                       |                                       |                                       |  |  |                               |                               |                               |                               |                               |                               |                          |                          |                                         |                                         |                                         |                                         |                                         |                                         |          |          |                                          |                                          |                                          |                                          |                                          |                                          |                                     |                                     |                                     |                                     |                            |                            |                            |                            |                |                |                              |                |  |  |                                    |                                    |                                    |                                    |                                    |                                    |  |  |  |  |  |  |  |  |  |  |  |  |  |  |  |  |  |  |  |  |  |  |  |  |
|                |                |                |                |                |                |  |  |                                       |                                       |                                       |                                       |                                       |                                       |  |  |                               |                               |                               |                               |                               |                               |                          |                          |                                         |                                         |                                         |                                         |                                         |                                         |          |          |                                          |                                          |                                          |                                          | Bernarius                                | Bernarius                                | Bernarius                           | Bernarius                           | Bernarius                           | Bernarius                           |                            |                            | Chrodlindis                | Chrodlindis                | Chrodlindis    | Chrodlindis    | Chrodlindis                  | Chrodlindis    |  |  | Cariberto conte di Laon            | Cariberto conte di Laon            | Cariberto conte di Laon            | Cariberto conte di Laon            | Cariberto conte di Laon            | Cariberto conte di Laon            |  |  |  |  |  |  |  |  |  |  |  |  |  |  |  |  |  |  |  |  |  |  |  |  |
|                |                |                |                |                |                |  |  |                                       |                                       |                                       |                                       |                                       |                                       |  |  |                               |                               |                               |                               |                               |                               |                          |                          |                                         |                                         |                                         |                                         |                                         |                                         |          |          |                                          |                                          |                                          |                                          | Bernarius                                | Bernarius                                | Bernarius                           | Bernarius                           | Bernarius                           | Bernarius                           |                            |                            | Chrodlindis                | Chrodlindis                | Chrodlindis    | Chrodlindis    | Chrodlindis                  | Chrodlindis    |  |  | Cariberto conte di Laon            | Cariberto conte di Laon            | Cariberto conte di Laon            | Cariberto conte di Laon            | Cariberto conte di Laon            | Cariberto conte di Laon            |  |  |  |  |  |  |  |  |  |  |  |  |  |  |  |  |  |  |  |  |  |  |  |  |
|                |                |                |                |                |                |  |  |                                       |                                       |                                       |                                       |                                       |                                       |  |  |                               |                               |                               |                               |                               |                               |                          |                          |                                         |                                         |                                         |                                         |                                         |                                         |          |          |                                          |                                          |                                          |                                          |                                          |                                          |                                     |                                     |                                     |                                     |                            |                            |                            |                            |                |                |                              |                |  |  |                                    |                                    |                                    |                                    |                                    |                                    |  |  |  |  |  |  |  |  |  |  |  |  |  |  |  |  |  |  |  |  |  |  |  |  |
|                |                |                |                |                |                |  |  |                                       |                                       |                                       |                                       |                                       |                                       |  |  |                               |                               |                               |                               |                               |                               |                          |                          |                                         |                                         |                                         |                                         |                                         |                                         |          |          |                                          |                                          |                                          |                                          |                                          |                                          |                                     |                                     |                                     |                                     |                            |                            |                            |                            |                |                |                              |                |  |  |                                    |                                    |                                    |                                    |                                    |                                    |  |  |  |  |  |  |  |  |  |  |  |  |  |  |  |  |  |  |  |  |  |  |  |  |
| Chrotais       | Chrotais       | Chrotais       | Chrotais       | Chrotais       | Chrotais       |  |  | Carlo Martello                        | Carlo Martello                        | Carlo Martello                        | Carlo Martello                        | Carlo Martello                        | Carlo Martello                        |  |  | Rotrude di Treviri            | Rotrude di Treviri            | Rotrude di Treviri            | Rotrude di Treviri            | Rotrude di Treviri            | Rotrude di Treviri            |                          |                          | Landrada di Hesbaye madre di Crodegango | Landrada di Hesbaye madre di Crodegango | Landrada di Hesbaye madre di Crodegango | Landrada di Hesbaye madre di Crodegango | Landrada di Hesbaye madre di Crodegango | Landrada di Hesbaye madre di Crodegango |          |          |                                          |                                          |                                          |                                          |                                          |                                          |                                     |                                     | Teodorico conte                     | Teodorico conte                     | Teodorico conte            | Teodorico conte            | Teodorico conte            | Teodorico conte            |                |                |                              |                |  |  |                                    |                                    |                                    |                                    |                                    |                                    |  |  |  |  |  |  |  |  |  |  |  |  |  |  |  |  |  |  |  |  |  |  |  |  |
| Chrotais       | Chrotais       | Chrotais       | Chrotais       | Chrotais       | Chrotais       |  |  | Carlo Martello                        | Carlo Martello                        | Carlo Martello                        | Carlo Martello                        | Carlo Martello                        | Carlo Martello                        |  |  | Rotrude di Treviri            | Rotrude di Treviri            | Rotrude di Treviri            | Rotrude di Treviri            | Rotrude di Treviri            | Rotrude di Treviri            |                          |                          | Landrada di Hesbaye madre di Crodegango | Landrada di Hesbaye madre di Crodegango | Landrada di Hesbaye madre di Crodegango | Landrada di Hesbaye madre di Crodegango | Landrada di Hesbaye madre di Crodegango | Landrada di Hesbaye madre di Crodegango |          |          |                                          |                                          |                                          |                                          |                                          |                                          |                                     |                                     | Teodorico conte                     | Teodorico conte                     | Teodorico conte            | Teodorico conte            | Teodorico conte            | Teodorico conte            |                |                |                              |                |  |  |                                    |                                    |                                    |                                    |                                    |                                    |  |  |  |  |  |  |  |  |  |  |  |  |  |  |  |  |  |  |  |  |  |  |  |  |
|                |                |                |                |                |                |  |  |                                       |                                       |                                       |                                       |                                       |                                       |  |  |                               |                               |                               |                               |                               |                               |                          |                          |                                         |                                         |                                         |                                         |                                         |                                         |          |          |                                          |                                          |                                          |                                          |                                          |                                          |                                     |                                     |                                     |                                     |                            |                            |                            |                            |                |                |                              |                |  |  |                                    |                                    |                                    |                                    |                                    |                                    |  |  |  |  |  |  |  |  |  |  |  |  |  |  |  |  |  |  |  |  |  |  |  |  |
|                |                |                |                |                |                |  |  |                                       |                                       |                                       |                                       |                                       |                                       |  |  |                               |                               |                               |                               |                               |                               |                          |                          |                                         |                                         |                                         |                                         |                                         |                                         |          |          |                                          |                                          |                                          |                                          |                                          |                                          |                                     |                                     |                                     |                                     |                            |                            |                            |                            |                |                |                              |                |  |  |                                    |                                    |                                    |                                    |                                    |                                    |  |  |  |  |  |  |  |  |  |  |  |  |  |  |  |  |  |  |  |  |  |  |  |  |
| Bernardo conte | Bernardo conte | Bernardo conte | Bernardo conte | Bernardo conte | Bernardo conte |  |  | Pipino il Breve re dei Franchi        | Pipino il Breve re dei Franchi        | Pipino il Breve re dei Franchi        | Pipino il Breve re dei Franchi        | Pipino il Breve re dei Franchi        | Pipino il Breve re dei Franchi        |  |  | Hiltrude ⚭ Odilone di Baviera | Hiltrude ⚭ Odilone di Baviera | Hiltrude ⚭ Odilone di Baviera | Hiltrude ⚭ Odilone di Baviera | Hiltrude ⚭ Odilone di Baviera | Hiltrude ⚭ Odilone di Baviera |                          |                          | Landrada                                | Landrada                                | Landrada                                | Landrada                                | Landrada                                | Landrada                                |          |          | Aldana sorella di Landrada e di Hiltrude | Aldana sorella di Landrada e di Hiltrude | Aldana sorella di Landrada e di Hiltrude | Aldana sorella di Landrada e di Hiltrude | Aldana sorella di Landrada e di Hiltrude | Aldana sorella di Landrada e di Hiltrude |                                     |                                     | Teodorico I conte di Autun          | Teodorico I conte di Autun          | Teodorico I conte di Autun | Teodorico I conte di Autun | Teodorico I conte di Autun | Teodorico I conte di Autun |                |                |                              |                |  |  | Bertrada di Laon ⚭ Pipino il Breve | Bertrada di Laon ⚭ Pipino il Breve | Bertrada di Laon ⚭ Pipino il Breve | Bertrada di Laon ⚭ Pipino il Breve | Bertrada di Laon ⚭ Pipino il Breve | Bertrada di Laon ⚭ Pipino il Breve |  |  |  |  |  |  |  |  |  |  |  |  |  |  |  |  |  |  |  |  |  |  |  |  |
| Bernardo conte | Bernardo conte | Bernardo conte | Bernardo conte | Bernardo conte | Bernardo conte |  |  | Pipino il Breve re dei Franchi        | Pipino il Breve re dei Franchi        | Pipino il Breve re dei Franchi        | Pipino il Breve re dei Franchi        | Pipino il Breve re dei Franchi        | Pipino il Breve re dei Franchi        |  |  | Hiltrude ⚭ Odilone di Baviera | Hiltrude ⚭ Odilone di Baviera | Hiltrude ⚭ Odilone di Baviera | Hiltrude ⚭ Odilone di Baviera | Hiltrude ⚭ Odilone di Baviera | Hiltrude ⚭ Odilone di Baviera |                          |                          | Landrada                                | Landrada                                | Landrada                                | Landrada                                | Landrada                                | Landrada                                |          |          | Aldana sorella di Landrada e di Hiltrude | Aldana sorella di Landrada e di Hiltrude | Aldana sorella di Landrada e di Hiltrude | Aldana sorella di Landrada e di Hiltrude | Aldana sorella di Landrada e di Hiltrude | Aldana sorella di Landrada e di Hiltrude |                                     |                                     | Teodorico I conte di Autun          | Teodorico I conte di Autun          | Teodorico I conte di Autun | Teodorico I conte di Autun | Teodorico I conte di Autun | Teodorico I conte di Autun |                |                |                              |                |  |  | Bertrada di Laon ⚭ Pipino il Breve | Bertrada di Laon ⚭ Pipino il Breve | Bertrada di Laon ⚭ Pipino il Breve | Bertrada di Laon ⚭ Pipino il Breve | Bertrada di Laon ⚭ Pipino il Breve | Bertrada di Laon ⚭ Pipino il Breve |  |  |  |  |  |  |  |  |  |  |  |  |  |  |  |  |  |  |  |  |  |  |  |  |
|                |                |                |                |                |                |  |  |                                       |                                       |                                       |                                       |                                       |                                       |  |  |                               |                               |                               |                               |                               |                               |                          |                          |                                         |                                         |                                         |                                         |                                         |                                         |          |          |                                          |                                          |                                          |                                          |                                          |                                          |                                     |                                     |                                     |                                     |                            |                            |                            |                            |                |                |                              |                |  |  |                                    |                                    |                                    |                                    |                                    |                                    |  |  |  |  |  |  |  |  |  |  |  |  |  |  |  |  |  |  |  |  |  |  |  |  |
|                |                |                |                |                |                |  |  |                                       |                                       |                                       |                                       |                                       |                                       |  |  |                               |                               |                               |                               |                               |                               |                          |                          |                                         |                                         |                                         |                                         |                                         |                                         |          |          |                                          |                                          |                                          |                                          |                                          |                                          |                                     |                                     |                                     |                                     |                            |                            |                            |                            |                |                |                              |                |  |  |                                    |                                    |                                    |                                    |                                    |                                    |  |  |  |  |  |  |  |  |  |  |  |  |  |  |  |  |  |  |  |  |  |  |  |  |
|                |                |                |                |                |                |  |  |                                       |                                       |                                       |                                       |                                       |                                       |  |  |                               |                               |                               |                               |                               |                               |                          |                          |                                         |                                         |                                         |                                         |                                         |                                         |          |          |                                          |                                          |                                          |                                          |                                          |                                          |                                     |                                     |                                     |                                     |                            |                            |                            |                            |                |                |                              |                |  |  |                                    |                                    |                                    |                                    |                                    |                                    |  |  |  |  |  |  |  |  |  |  |  |  |  |  |  |  |  |  |  |  |  |  |  |  |
|                |                |                |                |                |                |  |  |                                       |                                       |                                       |                                       |                                       |                                       |  |  |                               |                               |                               |                               |                               |                               |                          |                          |                                         |                                         |                                         |                                         |                                         |                                         |          |          |                                          |                                          |                                          |                                          |                                          |                                          |                                     |                                     |                                     |                                     |                            |                            |                            |                            |                |                |                              |                |  |  |                                    |                                    |                                    |                                    |                                    |                                    |  |  |  |  |  |  |  |  |  |  |  |  |  |  |  |  |  |  |  |  |  |  |  |  |
|                |                |                |                |                |                |  |  | Carlo Magno re dei Franchi imperatore | Carlo Magno re dei Franchi imperatore | Carlo Magno re dei Franchi imperatore | Carlo Magno re dei Franchi imperatore | Carlo Magno re dei Franchi imperatore | Carlo Magno re dei Franchi imperatore |  |  |                               |                               |                               |                               | San Guglielmo di Gellone      | San Guglielmo di Gellone      | San Guglielmo di Gellone | San Guglielmo di Gellone | San Guglielmo di Gellone                | San Guglielmo di Gellone                |                                         |                                         | Alleaume                                | Alleaume                                | Alleaume | Alleaume | Alleaume                                 | Alleaume                                 |                                          |                                          | Theodoen conte di Autun                  | Theodoen conte di Autun                  | Theodoen conte di Autun             | Theodoen conte di Autun             | Theodoen conte di Autun             | Theodoen conte di Autun             |                            |                            | Abba religioso             | Abba religioso             | Abba religioso | Abba religioso | Abba religioso               | Abba religioso |  |  | Berta religiosa                    | Berta religiosa                    | Berta religiosa                    | Berta religiosa                    | Berta religiosa                    | Berta religiosa                    |  |  |  |  |  |  |  |  |  |  |  |  |  |  |  |  |  |  |  |  |  |  |  |  |
|                |                |                |                |                |                |  |  | Carlo Magno re dei Franchi imperatore | Carlo Magno re dei Franchi imperatore | Carlo Magno re dei Franchi imperatore | Carlo Magno re dei Franchi imperatore | Carlo Magno re dei Franchi imperatore | Carlo Magno re dei Franchi imperatore |  |  |                               |                               |                               |                               | San Guglielmo di Gellone      | San Guglielmo di Gellone      | San Guglielmo di Gellone | San Guglielmo di Gellone | San Guglielmo di Gellone                | San Guglielmo di Gellone                |                                         |                                         | Alleaume                                | Alleaume                                | Alleaume | Alleaume | Alleaume                                 | Alleaume                                 |                                          |                                          | Theodoen conte di Autun                  | Theodoen conte di Autun                  | Theodoen conte di Autun             | Theodoen conte di Autun             | Theodoen conte di Autun             | Theodoen conte di Autun             |                            |                            | Abba religioso             | Abba religioso             | Abba religioso | Abba religioso | Abba religioso               | Abba religioso |  |  | Berta religiosa                    | Berta religiosa                    | Berta religiosa                    | Berta religiosa                    | Berta religiosa                    | Berta religiosa                    |  |  |  |  |  |  |  |  |  |  |  |  |  |  |  |  |  |  |  |  |  |  |  |  |
|                |                |                |                |                |                |  |  |                                       |                                       |                                       |                                       |                                       |                                       |  |  |                               |                               |                               |                               |                               |                               |                          |                          |                                         |                                         |                                         |                                         |                                         |                                         |          |          |                                          |                                          |                                          |                                          |                                          |                                          |                                     |                                     |                                     |                                     |                            |                            |                            |                            |                |                |                              |                |  |  |                                    |                                    |                                    |                                    |                                    |                                    |  |  |  |  |  |  |  |  |  |  |  |  |  |  |  |  |  |  |  |  |  |  |  |  |
| Wala conte     | Wala conte     | Wala conte     | Wala conte     | Wala conte     | Wala conte     |  |  |                                       |                                       |                                       |                                       |                                       |                                       |  |  | Chrodlindis                   | Chrodlindis                   | Chrodlindis                   | Chrodlindis                   | Chrodlindis                   | Chrodlindis                   |                          |                          | Bernardo di stirpe reale                | Bernardo di stirpe reale                | Bernardo di stirpe reale                | Bernardo di stirpe reale                | Bernardo di stirpe reale                | Bernardo di stirpe reale                |          |          |                                          |                                          |                                          |                                          | Teodorico II parente di Carlo Magno      | Teodorico II parente di Carlo Magno      | Teodorico II parente di Carlo Magno | Teodorico II parente di Carlo Magno | Teodorico II parente di Carlo Magno | Teodorico II parente di Carlo Magno |                            |                            |                            |                            |                |                |                              |                |  |  |                                    |                                    |                                    |                                    |                                    |                                    |  |  |  |  |  |  |  |  |  |  |  |  |  |  |  |  |  |  |  |  |  |  |  |  |
| Wala conte     | Wala conte     | Wala conte     | Wala conte     | Wala conte     | Wala conte     |  |  |                                       |                                       |                                       |                                       |                                       |                                       |  |  | Chrodlindis                   | Chrodlindis                   | Chrodlindis                   | Chrodlindis                   | Chrodlindis                   | Chrodlindis                   |                          |                          | Bernardo di stirpe reale                | Bernardo di stirpe reale                | Bernardo di stirpe reale                | Bernardo di stirpe reale                | Bernardo di stirpe reale                | Bernardo di stirpe reale                |          |          |                                          |                                          |                                          |                                          | Teodorico II parente di Carlo Magno      | Teodorico II parente di Carlo Magno      | Teodorico II parente di Carlo Magno | Teodorico II parente di Carlo Magno | Teodorico II parente di Carlo Magno | Teodorico II parente di Carlo Magno |                            |                            |                            |                            |                |                |                              |                |  |  |                                    |                                    |                                    |                                    |                                    |                                    |  |  |  |  |  |  |  |  |  |  |  |  |  |  |  |  |  |  |  |  |  |  |  |  |